# Kalifaat Hamdullahi
Het kalifaat Hamdullahi (Arabisch: خلافة حمد الله), ook wel Massina genoemd, was in de 19e eeuw een jihadistische staat van de Fulbe in het huidige Mali. 
In de 18e eeuw waren de islamitische Fulbe onderhorig aan het Rijk van de Bambara. Geïnspireerd door de islamitische opstand van Usman dan Fodio en de stichting van diens kalifaat Sokoto, begon Seku Amadu zijn eigen Fula jihad tegen Bambara. In korte tijd wist hij zijn rijk sterk uit te breiden met onder andere Djenné (in 1819), Hamdullahi (in 1820) en Timboektoe (in 1825).
Het land had strikte islamitische wetgeving. Zo waren alcohol, tabak, muziek en dans verboden. Ook werden diverse moskeeën, waaronder de Grote moskee van Djenné, verlaten of herbouwd, omdat ze niet voldeden aan de strikte eisen, met lage plafonds en zonder versieringen of minaretten.
Toen Amadu in 1845 stierf werd hij opgevolgd door zijn zoon Amadu II, die in 1852 werd opgevolgd door zijn zoon Amadu III. In 1862 werd het land binnengevallen door het Rijk van de Toucouleur en verslagen. Amadu III werd gevangen genomen en gedood, de stad Hamdullahi werd vernietigd, en het land kwam onder controle van de Toucouleur. Ba Lobbo, een broer van Amadu III, bood nog wel verzet, maar was uiteindelijk onsuccesvol.